# Resolució 2368 del Consell de Seguretat de les Nacions Unides

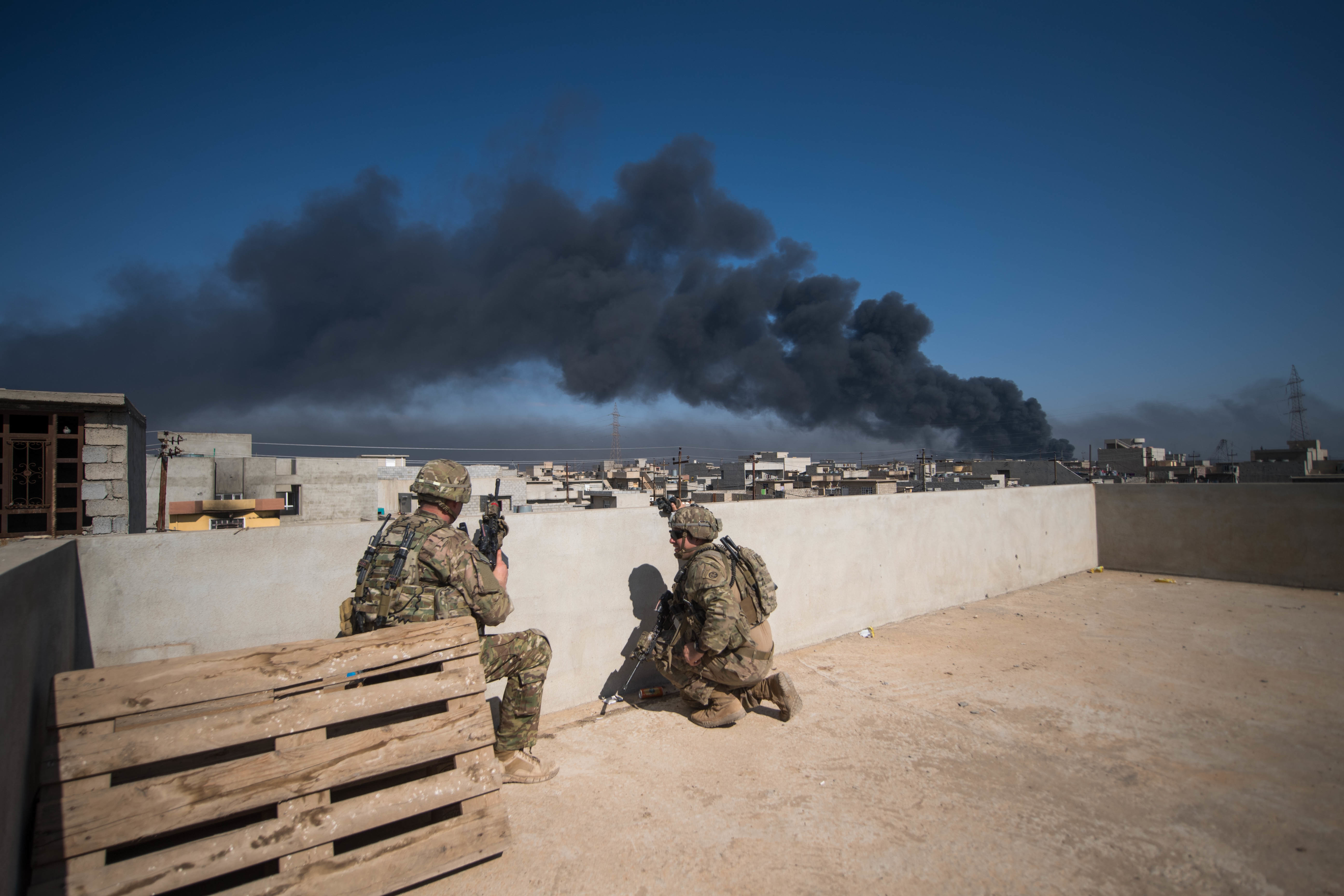
Soldats estatunidencs destinats a Mossul (Iraq) per combatre l'Estat Islàmic (2017).

La Resolució 2368 del Consell de Seguretat de les Nacions Unides fou adoptada per unanimitat el 20 de juliol de 2017. El Consell va encoratjar als països membres a enfortir les seves mesures contra el finançament de grups terroristes i reforçar l'aplicació de les sancions contra aquests grups terroristes, per complir i cooperar amb més eficàcia. A més, les sancions contra Estat islàmic (ISIS) i Al Qaeda es van tornar a esmentar i aclarir amb detall.

## Observacions
El representant dels EUA va dir que la derrota d'ISIS i Al Qaeda tenia la màxima prioritat, i que aquesta resolució era un pas important a aquest respecte. Recolzat per la seva coalició liderada per països de 72 països, l'Iraq havia expulsat ISIS de la ciutat de Mosul, i la fortalesa d'ISIS a Síria també estava sota una pressió greu. ISIS intentaria aconseguir una seu en un altre lloc i el Consell de Seguretat havia de poder adaptar-se a la nova amenaça.
El representant rus va dir que no es van tenir en compte les opinions d'alguns països. La proposta del seu país per a un boicot de productes provinents de zones controlades per l'ISIS no es va mantenir. En canvi, hi ha guanyat milions de dòlars.
El representant japonès es va referir al paràgraf 36, que demanava als països que utilitzessin dades PNR de les companyies aèries per fer un seguiment dels terroristes estrangers. Només quinze països ja ho feien i va demanar als altres països que seguissin aquest exemple.
El representant egipci va dir que els països que no havien complert amb les resolucions del Consell de Seguretat havien de ser castigats. Qatar havia dut a terme una política de donar suport als terroristes a Líbia, Síria i Iraq amb la convicció que els interessos econòmics i diverses orientacions polítiques impedien que se'ls castigués. El Consell de Seguretat ja no podria ignorar-ho. Alguns països àrabs van acusar Qatar de donar suport al terrorisme,van trencar les seves relacions diplomàtiques amb ell i van instituir un boicot. Volien, entre altres coses, que Qatar trenqués els lligams amb l'Iran, prohibir als Germans Musulmans i tancar el canal de notícies àrab Al Jazeera, que es va fundar a Doha. Qatar, però, va rebre suport d'Iran i Turquia.

## Contingut
Anteriorment s'han adoptat diverses mesures contra el terrorisme. Per exemple, els països havien de tallar el finançament d'actes terroristes i evitar que els seus habitants reclutessin o subministressin armes per als grups terroristes. No hauria d'existir cap relació comercial o financera amb grups com Estat Islàmic i Al Qaeda. A aquest efecte, les fronteres nacionals han de ser millor controlades. A més, tots els països tenien l'obligació de complir les sancions imposades a ISIS i Al Qaeda, que incloïen la congelació de dipòsits bancaris, prohibicions de viatges i un embargament d'armes.
Malgrat totes les mesures, els grups terroristes continuaven beneficiant-se del tràfic d'armes, persones, drogues, artefactes i recursos naturals, segrestos, extorsions i robatoris bancaris. Les armes, els equips militars i els lluitadors estrangers continuaven trobant camí cap a ISIS i Al Qaeda. Els grups de terror van fer un bon ús d'Internet per incitar actes terroristes, reclutar, recaptar fons i organitzar atacs. Més i més lluitadors estrangers tornaven de les zones de conflicte als seus països d'origen, i suposaven un perill.
El mandat del defensor del poble creat per la resolució 1904 que tractava les sol·licituds d'eliminació de la llista ISIS i Al Qaeda, expirava a final de desembre de 2019 i ja va ser prorrogat per dos anys. Els seus deures i com va haver d'executar-los es van descriure en el segon apèndix de la resolució. Les tasques de l'equip d'observació creat per la resolució 1526, que examinava l'impacte de les sancions i la forma en què els països les aplicaven, també es descrivia en el primer apèndix. Aquest mandat també es va ampliar per dos anys. L'últim apèndix va afegir vuit persones a la llista de sancions. Totes elles estaven vinculades a ISIS o Al Qaida.